# Проєкт ядерної бомби ХФТІ 1940 року
Проєкт ядерної бомби ХФТІ 1940 року — розробки радянських вчених  Харківського фізико-технічного інституту в області  ядерної фізики. У результаті роботи була створена технологія виготовлення  вибухової речовини,  конструкція бомб і механізм підриву.
Цей варіант випередив час і не був прийнятий через недовіру влади, але об'єктивною і основною причиною відхилення проєкту стало те, що схема уранового заряду в ньому непрацездатна принципово, оскільки неможливо «непроникні для нейтронів» стінки «вписати» в задані габарити. Цінність даної пропозиції в більшій мірі історична — це перша в СРСР офіційно розглянута конструкція власне атомної бомби.

## Розробка
Сам інститут був створений в 1928 року у з метою досліджень в області ядерної фізики і фізики твердого тіла.
Інститут в Харкові був створений з ініціативи академіка  А. Ф. Іоффе, він тоді називався  «Український фізико-технічний інститут» (УФТІ) .
Протягом  1930-х років інститут досяг значних успіхів як в теоретичних, так і в практичних розробках.
У практиці роботи інституту було виділено два ключових напрямки:
- Першим стала фізика низьких температур (керівники —  Л. В. Шубніков і  Л. Д. Ландау).[3]
- Другим напрямком стала ядерна фізика.

Керував інститутом директор  І. В. Обреїмов. В інституті постійно проводилися глибокі дослідження, постійно відбувалися відкриття світового рівня. Напрямки в деякому роді змагалися і обмінювалися успіхами в галузі фізики.
В інституті в 1935 року у пройшла виїзна сесія Академії наук СРСР, де академіком  Сергієм Вавіловим було висловлено думку про те, що вчені інституту роблять більше чверті всій фізики в СРСР.
10 жовтня 1932 рік а в інституті вперше в СРСР розщепили  ядро атома.
Розщеплення ядра атома літію провів колектив учених:  А. К. Вальтер,  Г. Д. Латишев,  А. І. Лейпунський і  До. Д. Синельников.
У 1937—1938 роках під час « Великого терору» перший директор інституту  І. В. Обреїмов, другий директор  А. І. Лейпунський і багато співробітників інституту були заарештовані.
Після цього випущений в 1938 рік у  А. І. Лейпунський очолив ядерний напрямок.

## Результат
Результатом досліджень став комплекс заявок, поданих співробітниками УФТІ Фрідріхом Ланге, Володимиром Шпінелем і Віктором Масловим в 1940 році. Ці винаходи охоплювали весь комплекс робіт, необхідних для створення ядерної бомби: «Про використання урану як вибухової й отруйної речовини», «Спосіб приготування уранової суміші, збагаченої ураном з масовим числом 235. Багатомірна центрифуга» і "Термоциркуляційна центрифуга ".
В рамках цих робіт була вперше запропонована ставша згодом загальноприйнятої схема вибуху. Вона полягає в тому, що підрив звичайної вибухівки силою вибухової хвилі стискають уранову суміш і за рахунок цього створюється критична маса. З подоланням порогу критичної маси відбувається ініціювання ланцюгової реакції. Також в промисловості почав застосовуватися відцентровий спосіб поділу ізотопів урану.
Кілька уривків:
 Як відомо, згідно з останніми даними фізики, в досить великих кількостях  урану (саме в тому випадку, коли розміри уранового блоку значно більше вільного пробігу в ньому нейтронів) може відбутися  вибух колосальної руйнівної сили. Це пов'язано з надзвичайно великою швидкістю розвитку в урані ланцюгової реакції розпаду його ядер і з величезною кількістю виділяється при цьому енергії (вона в мільйон разів більше енергії, що виділяється при хімічних реакціях звичайних вибухів) …

Про таке показується, що здійснити вибух в урані можливо, і вказується, яким способом … Проблема створення вибуху в урані зводиться до отримання за короткий проміжок часу маси урану в кількості, значно  більшому критичного …
Як приклад здійснення такого принципу може служити наступна конструкція. Уранова бомба може являти собою сферу, розділену всередині на пірамідальні сектора, вершинами для яких служить центр сфери і підставами — її поверхня. Ці сектори-камери можуть вміщати в себе кількість урану, тільки трохи менше критичного. Стінки камер повинні бути порожніми і містити воду або яке-небудь інше Водовмісні речовина (наприклад, парафін і т. Д.). Поверхня стінок повинна бути покрита вибуховою речовиною, що містить кадмій, ртуть або бор, тобто елементи, сильно поглинають уповільнені водяним шаром нейтрони (наприклад, ацетиленом кадмію). Наявність цих речовин навіть в невеликій кількості разом з водяним шаром зробить абсолютно неможливим проникнення нейтронів з одних камер в інші і виникнення в внаслідок цього ланцюгової реакції в сфері. В бажаний момент за допомогою якого-небудь механізму в центрі сфери може бути здійснено вибух проміжних шарів.

Відносно уранового вибуху, крім його колосальної руйнівної сили (побудова уранової бомби, достатньою для руйнування таких міст, як Лондон або Берлін, очевидно, не з'явиться проблемою) необхідно зазначити ще одну надзвичайно важливу особливість. Продуктами вибуху уранової бомби є радіоактивні речовини. Останні  мають отруйними властивостями в тисячі разів більше сильному ступені, ніж найсильніші отрути (а тому — і звичайні отруйні речовини). Тому, беручи до уваги, що вони після вибуху деякий час існують в газоподібному стані і розлітаються на колосальну площу, зберігаючи свої властивості протягом порівняно довгого часу (близько години, а деякі з них навіть днів і тижнів), важко сказати, яка з особливостей (колосальна руйнівна сила або ж отруйні властивості) уранових вибухів найпривабливіша з військової точки зору — «Про використання урану як вибухової й отруйної речовини» 

## Доля заявки
Після того, як заявка була подана, вона поступила на розгляд до академіка  В. Г. Хлопіна, який поставив на ній наступну резолюцію:
 Необхідно щодо  першої заявки  сказати, що вона в даний час не має під собою реального фундаменту. Крім того, по суті в ній дуже багато фантастичного — Резюме по заявці 
Відповідь була негативною
Віктор Маслов не був задоволений відповіддю і звернувся до  С. К. Тимошенка з листом:
 Чисто наукова сторона питання зараз знаходиться в такій стадії, що дозволяє перейти до форсованого проведення робіт в напрямку практичного використання  енергії урану. Для цієї мети мені видається вкрай необхідним якнайшвидше створити в одному з інститутів лабораторію спеціально для  уранових робіт. Це дало б нам можливість проводити дослідження в постійному контакті з найкваліфікованішими техніками, хіміками, фізиками і військовими фахівцями нашої країни. Особливо для нас необхідна співпраця з висококваліфікованими конструкторами і хіміками — Віктор Маслов 
  Не підтверджується експериментальними даними  — Невідомий експерт 
 Відповідь також була негативною. За спогаду сучасників, Віктор Маслов, як єдиний  член КПРС, ще кілька разів намагався донести свої ідеї до керівництва країни, але це було безрезультатно.
Віктор Маслов в Другу світову війну пішов добровольцем на фронт, де загинув. Володимир Шпінель зробив кар'єру в галузі фізики, на заявку було видано авторське свідоцтво № 6353с з  грифом «цілком таємно».